# Parigné-sur-Braye
Parigné-sur-Braye é uma comuna francesa na região administrativa da Pays de la Loire, no departamento de Mayenne. Estende-se por uma área de 9,88 km². Em 2010 a comuna tinha 866 habitantes (densidade: 87,7 hab./km²).